# HD 40307
HD 40307 è una stella di classe spettrale K2.5-V, situata a poco più di 40 anni luce dal sistema solare nella costellazione del Pittore, a nord-ovest di α Pictoris, a sud-ovest di Canopo e a sud-est di β Pictoris. Tra il 2008 e il 2012 sono stati scoperti 6 esopianeti in orbita attorno alla stella, di cui il più esterno, HD 40307 g, orbita a 0,6 UA e si trova nella zona abitabile, dove è possibile l'esistenza dell'acqua liquida in superficie.

## Caratteristiche fisiche
Dai dati raccolti, la stella risulta essere una nana arancione più piccola del Sole, mentre non è nota con precisione la sua età che a seconda delle fonti prese in considerazione varia sensibilmente. Fino al 2010 le fonti riportano un'età minore di quella del Sole che andrebbe da 1,2 a 3 miliardi di anni tuttavia studi successivi riportano età decisamente superiori, come Bonfanti et al. che nel 2016 hanno indicato un'età di 4,65+3,63
−2,79 miliardi di anni, mentre Torres et al. l'anno successivo riportano un'età di 6,9±4 miliardi di anni. Ha una massa del 71% di quella del Sole, un raggio del 72% ed una luminosità che è quasi un quarto rispetto a quella solare. Rispetto al Sole è povera di metalli, possiede infatti solo il 49% di elementi più pesanti dell'elio rispetto alla nostra stella.

## Sistema planetario

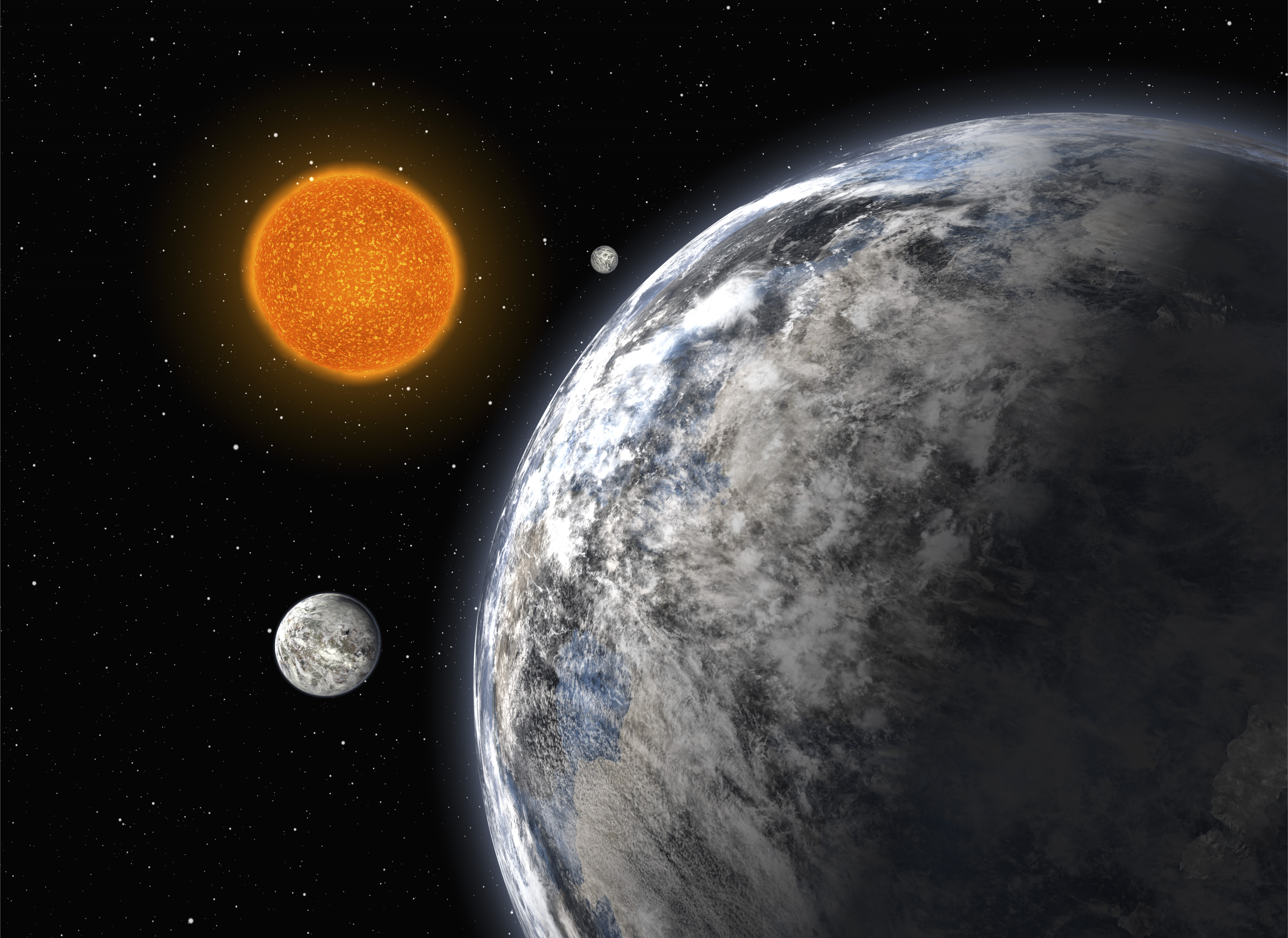
Immagine artistica di HD 40307 e dei suoi tre pianeti più interni.

Dopo cinque anni di ricerche da parte dell'European Southern Observatory (ESO), nel 2008 è stata annunciata la scoperta di tre pianeti extrasolari del tipo super Terre in orbita attorno alla stella. Tutti e tre i pianeti sono stati individuati tramite il metodo della velocità radiale, utilizzando lo spettrografo HARPS dell'Osservatorio di La Silla, in Cile.
Nel 2012, un'analisi indipendente effettuata da un gruppo di astronomi guidati da Mikko Tuomi dell'Università di Hertfordshire ha confermato l'esistenza di questi pianeti e individuandone altri tre, portando il numero totale del sistema a 6 pianeti. I primi cinque pianeti del sistema, orbitano ad una distanza troppo piccola dalla stella per consentire la presenza di acqua liquida sulla superficie, mentre HD 40307 g orbita ad una distanza che permette la presenza di acqua allo stato liquido.
Le masse minime dei pianeti del sistema vanno da tre a dieci volte la massa terrestre, che si collocano quindi a metà strada tra quelle di un pianeta terrestre ed un gigante gassoso, delle dimensioni di Urano o Nettuno. Un'analisi dinamica del sistema suggerisce che il pianeta b ha un'orbita instabile e che probabilmente si è formato più lontano dalla stella per poi migrare successivamente nella parte più interna del sistema, così come potrebbe essere successo anche per gli altri pianeti. La stessa analisi dinamica indica anche che le vere masse planetarie non sono molto più alte rispetto ai valori minimi indicati.
Sotto, un prospetto del sistema di HD 40307.
| Pianeta | Tipo        | Massa    | Periodo orb.  | Sem. maggiore | Eccentricità | Scoperta |
| ------- | ----------- | -------- | ------------- | ------------- | ------------ | -------- |
| b       | Super Terra | >3,88 M⊕ | 4,31 giorni   | 0,0475 UA     | 0,13         | 2008     |
| c       | Super Terra | >6,71 M⊕ | 9,62 giorni   | 0,08 UA       | 0,05         | 2008     |
| d       | Super Terra | >8,93 M⊕ | 20,412 giorni | 0,134 UA      | 0,07         | 2008     |
| e *     | Super Terra | >3,5 M⊕  | 34,62 giorni  | 0,19 UA       | 0,15         | 2012     |
| f       | Super Terra | >3,62 M⊕ | 51,76 giorni  | 0,25 UA       | 0,19         | 2012     |
| g *     | Super Terra | >7,1 M⊕  | 197,8 giorni  | 0,60 UA       | 0,29         | 2012     |

*Conferma contestata da Diaz et al. (2016)